# Ang Eng
Ang Eng (tiếng Khmer: អង្គអេង; tiếng Việt: Nặc Ấn (匿印) hoặc Nặc In; 1772 – 08/11/1796) là vua Chân Lạp từ năm 1779 đến khi mất năm 1796. Xưng hiệu là Noreay Reachea III hoặc Narayanaraja III.
Ang Eng là con trai của vua Outey II (húy Ang Ton - Nặc Tôn, Nặc Ông Tôn).

## Tiểu sử
Năm 1771, quân Xiêm lại tấn công Chân Lạp. Cuối cùng, các bên tiến đến một thỏa hiệp, theo đó người anh Nặc Non (Ang Non) sẽ làm đệ nhất vương, người em Nặc Tôn (Ang Ton) sẽ làm đệ nhị vương (hiệu Maha Uparayoj), và hoàng tử Tam (Nặc Thâm) là làm nhiếp chính (Maha Uparat) cho cả đệ nhất và đệ nhị vương. Thỏa hiệp này không làm thỏa mãn các bên. Tam bị ám sát, trong khi đệ nhị vương đột ngột từ trần.
Cho rằng quốc vương Ang Non phải chịu trách nhiệm về những việc này, nhiều quan chức cao cấp dưới quyền lãnh đạo của vương tử Talaha (Mu hoặc Fa Thalaha, Chiêu Chùy Mô) nổi loạn, bắt Ang Non bỏ vào lồng sắt và ném xuống hồ Khayong gần Phanom Kamraeng vào năm 1780. Cũng có thuyết nói là Ang Non bị ám sát bởi quân Việt và bốn người con của ông bị giết ở thành Banthaiphet vào tháng 8-1779 bởi Phraya Wibunrat (Su) Samdach Chau Phraya Kalahom).
Chiêu Chùy Mô (Tể tướng Mô) đưa Ang Eng (Nặc Ấn hoặc Nặc Ong In - con Ang Ton) mới bốn tuổi làm quốc vương, còn bản thân thì làm nhiếp chính, song ông ra nghiêng quá nhiều về phía chúa Nguyễn, do đó xung đột với chính sách của Taksin là ủng hộ một nhân vật thân Xiêm trên vương vị Cao Miên.
Việt Nam sử lược thì cho rằng: Năm 1779, Nguyễn Ánh sai Đỗ Thanh Nhân, Hồ Văn Lân và Dương Công Trừng đem quân đi đánh Chân Lạp. Chân Lạp tự khi Nặc Vinh giết Nặc Thâm thì Nặc Tôn buồn bực mà chết. Bề tôi là Chiêu Chùy Mô và Đê Đô Luyện giữ Phong Xuy để chống Nặc Vinh, Vị Bôn Xuy giữ La Bích để hưởng ứng, và cầu viện ở dinh Long Hồ. Vua sai bọn Thanh Nhân đi đánh, bắt Nặc Vinh giết đi, lập con Nặc Tôn là Nặc ấn làm vua, lưu Văn Lân ở lại bảo hộ.
Tháng 10 năm tân sửu (1781) vua nước Xiêm La là Taksin (Trịnh Quốc Anh) sai hai đại tướng là Chao Phraya Chakri (tiếng Thái เจ้าพระยาจักรี Chaophraya Mahakasatsuk hoặc Maha Kasatsuek, sử Việt hay gọi là Chất Tri, sau này là vua Rama I của Xiêm La) và Surasi (sử Việt gọi là Sô Si, em trai Chất Tri, sau này làm phó vương, hiệu là Maha Surasinghanat), hai anh em sang đánh Chân Lạp với một đạo quân Xiêm gồm 20.000 binh sĩ. Trong trường hợp chinh phục thành công sẽ đưa con của Taksin là Vương tử Intarapitak (Chuy (Chao Fa Chui) เจ้าฟ้าจุ้ย, Phra Ong Chao Chui พระองค์เจ้าจุ้ย.) làm vương của Cao Miên.
Nguyễn Ánh sai quan Chưởng cơ là Nguyễn Hữu Thoại và Hồ Văn Lân đem 3000 quân sang cứu. Trong khi quân Nam và quân Tiêm La còn đang chống giữ nhau ở Chân Lạp, thì ở Vọng Các vua nước Tiêm La là Taksin bắt giam cả vợ con của hai anh em Chất Tri, bởi vậy hai tướng ấy mới giao kết với Nguyễn Hữu Thoại thề phải cứu nhau trong lúc hoạn nạn.
Đoạn rồi Chất Tri đem quân về Tiêm La. Lúc ấy ở bên nước Tiêm có giặc nổi lên, vua nước ấy bị tướng Phan Nha Văn Sản (Phraya San) đuổi đi cướp mất ngôi. Chất Tri về đến Vọng Các, sai người đi tìm quốc vương là Trịnh Quốc Anh đem giết đi, và bắt giết cả Phan Nha Văn Sản, rồi tự lập làm vua, xưng là Phật Vương, phong cho em là Sô Si làm đệ nhị vương, cháu là Ma Lạc làm đệ tam vương. Họ Chakkri làm vua đến nay hãy còn, và các vua đều xưng là Rama.

Sách Đại Nam Thực Lục chép:
Nhâm dần, năm thứ 3 [1782] (Lê ? Cảnh Hưng năm thứ 43, Thanh ? Càn Long năm thứ 47), mùa xuân, tháng giêng, sai giám quân Trung dinh là Chưởng cơ Nguyễn Hữu Thụy đem binh thuyền cùng với Hồ Văn Lân đi cứu viện nước Chân Lạp. Quân đến La Bích, vua Xiêm là Trịnh Quốc Anh (có thuyết là Trịnh Sinh) bị bệnh thần kinh, bắt tù cả vợ con Chất Tri và Sô Si, Chất Tri và Sô Si oán. Khi quân ta đến, bèn họp nhau bàn bạc.
Sô Si nói:  “Vua ta vô cớ bắt tù vợ con chúng ta, chúng ta dù có hết sức liều chết thì ai biết cho, chi bằng cùng với người Hán(1. Tài liệu của nhà Nguyễn tự gọi người nước ta là người Hán. 1) xin hòa, kết làm ngoại viện”. Chất Tri nói: “Điều đó rất hợp ý tôi”. Bèn sai người đến quân Hữu Thụy cầu hòa, và mời đến trại để hội ước. Hữu Thụy nhận lời. Khi sứ Xiêm ra rồi, em Hữu Thụy là Hựu can rằng: “Người Man hay dối trá, sợ có biến thì sao?”. Hữu Thụy nói:  “Ta tính toán đã kỹ rồi. Vua Xiêm vô cớ mà bắt giam vợ con họ nên họ muốn nhờ ta làm viện binh, lời xin của họ không phải là dối đâu. Huống chi ta đã nhận lời mà không đi thì họ cho ta là nhát”.
Sáng mai Hữu Thụy đem vài mươi người đi theo thẳng vào trại quân Xiêm. Quân Xiêm nhìn nhau ngơ ngác. Chất Tri và Sô Si đón vào khoản đãi rất hậu, đều đem lòng thực bày tỏ, rượu say rồi bẻ mũi tên để thề. Hữu Thụy nhân đó đem ba bảo vật là cờ, đao và kiếm tặng cho rồi trở về. Lúc đó nước Xiêm vừa có giặc ở thành Cổ Lạc nổi lên, Trịnh Quốc Anh sai Phi Nhã Oan Sản đi đánh. Tướng giặc ấy là em Oan Sản, Oan Sản bèn đảo qua hợp quân đánh thành Vọng Các. Người trong thành mở cửa cho vào. Trịnh  Quốc Anh nghe tin biến, trốn vào chùa, Oan Sản bắt giam lại, chạy tin báo cho Chất Tri về nước.
Chất Tri được báo, cho rằng mình đã cùng Hữu Thụy nghị hòa, không lo về sau nữa, bèn luôn đêm đem quân về thành Vọng Các. Khi sắp đến nơi, ngầm sai người giết Trịnh Quốc Anh mà đổ tội cho Oan Sản, phơi bày tội ác, buộc tội làm loạn, khóa giam ở nhà riêng rồi giết đi. Chất Tri uy hiếp dân chúng để tự lập nhà vua Xiêm La, tự hiệu là vua Phật (vì tục Xiêm rất chuộng đạo Phật, nên gọi như thế), phong cho em là Sô Si làm vua thứ hai, cháu là Ma Lặc làm vua thứ ba. Những nạn dân nước ta trước bị Trịnh Quốc Anh đày đi nơi khác đều được thả về thành Vọng Các, cấp cho tiền gạo, nuôi nấng đầy đủ. Hữu Thụy đem việc ấy báo lên. Vua cho rút quân.
Từ năm 1782, quân Tây Sơn liên tục tiến đánh nên Nguyễn Ánh không giữ được Gia Định và Chân Lạp nữa.
Năm 1783, nước Chà Và (có thể là cướp biển người Java) đánh nước Chân Lạp. Nước Chân Lạp loạn, vua Nặc Ấn chạy sang Xiêm.
Chất Tri (Rama I) sau đó giữ Ang Eng ở lại Vọng Các làm con nuôi, sai thuộc hạ là Chao Phraya Abhaya Bhubet (nhiếp chính Bên, Chiêu thùy Biện, Chiêu Chùy Biện, một người Khmer thân Xiêm) qua làm chức nhiếp chính vương Chân Lạp.
Năm 1794, Rama I rút Chiêu Thùy Biện về giữ tỉnh Bắc Tầm Bôn, cho Ang Eng trở về Chân Lạp để lên ngôi quốc vương, hiệu là Narairaja III. Các đất Xiêm Riệp, Battambang và các vùng phía Tây Chân Lạp đều thuộc về Xiêm La quản lý.
Ang Eng mất 1796, con là Ang Chan còn nhỏ, mới khoảng hơn 4 tuổi, nhân đó vua Xiêm Rama I không đưa Ang Chan lên ngôi. Thay vào đó, vua Xiêm cử quan bảo hộ tên là Pok, thay cho cựu nhiếp chính Bên (Bhubet, Chiêu thùy Biện), sang Cao Miên cai trị trong 10 năm.
Năm 1806, sau khi Pok chết, triều đình Xiêm La mới chấp nhận đưa Ang Chan về nước để lên ngôi vua Cao Miên.

## Con cái
1. Với vợ Moneang Aut
- Ang Chan (1792-1834) (Nặc Chăn) sau lên ngôi vua là Outey III.
- Ang Snguon (1794-1822) (Nặc Nguyên - trùng tên với Chey Chettha VII), thân Xiêm, chống Ang Chan, sau chết ở Xiêm..

2. Với vợ Moneang Ke
- Ang Phim (chết trẻ)

3. Với vợ Moneang Ros
- Ang Em (Nặc Yếm, Nặc Yêm, Nặc Yểm hoặc Nặc Ong Em - trùng tên với Keo Fa III) (1794-1843), Ang Em thân Xiêm, từng theo tướng Xiêm là Chất Tri (Bodin) chống lại Ang Chan. Sau Ang Em lại hàng Đại Nam và mất năm 1843. Con Ang Em là Nặc Ong Bướm sau cũng làm quan thân Đại Nam.
- Ang Duong (Nặc Đôn), thân Xiêm, chống Ang Chan, sau cũng lên làm vua.